# Phyllanthus nyale
Espèce
Statut de conservation UICN

 CR C2a(i); D : 
En danger critique
Phyllanthus nyale Petra Hoffm. & Cheek  est une espèce de plantes à fleurs de la famille des Phyllanthaceae et du genre Phyllanthus, endémique du Cameroun.

## Étymologie
Son épithète spécifique nyale fait référence à Nyale, dans les monts Bakossi, le seul lieu où elle a été collectée à deux reprises en 1998.

## Description
C'est une herbe robuste qui peut atteindre 35 cm de hauteur.

## Habitat et distribution
Son habitat est celui de la forêt submontagnarde, à une altitude de 1 000 m environ.
Phyllanthus nyale est une plante endémique du Cameroun, très rare. Cette espèce est connue seulement du rocher Nyale, un inselberg escarpé situé dans les monts Bakossi, à l'est de Nyandong, sur le sentier menant à Kodmin .

## Conservation
Phyllanthus nyale est une espèce classée en danger critique d'extinction à cause de sa  rareté (moins de 50 individus sur chacun des deux sites recensés) et du risque de destruction de son habitat par l'agriculture.